# Caledonura tillierae
Genre
Espèce
Caledonura tillierae, unique représentant du genre Caledonura, est une espèce de collemboles de la famille des Neanuridae.

## Distribution
Cette espèce est endémique de Nouvelle-Calédonie. Elle se rencontre sur le mont Panié.

## Description
Caledonura tillierae mesure de 1,4 à 1,7 mm.

## Étymologie
Cette espèce est nommée en l'honneur d'Annie Tillier.

## Publication originale
- Louis Deharveng, « Collemboles Poduromorpha de Nouvelle-Calédonie 5. Deux genres nouveaux de Neanurinae (Neanuridae) », dans Mémoires du Muséum national d'histoire naturelle. Série A, Zoologie, vol. 142, 1988, p. 45-52 (texte intégral).